# Johann-Bernhard Haversath
Johann-Bernhard Haversath (* 8. Mai 1948 in Coesfeld) ist ein deutscher Geographiedidaktiker und emeritierter Professor für Geographiedidaktik an der Universität Gießen.

## Leben
Haversath wuchs in Coesfeld auf, besuchte dort das Gymnasium Nepomucenum und studierte an den Universitäten Münster und Würzburg die Fächer Geographie, Latein und Germanistik, die er 1972 mit dem 1. Staatsexamen abschloss. Er arbeitete von 1973 bis 1983 als Lehrer, zunächst als Studienreferendar in Würzburg (Wirsberg- und Matthias-Grünewald-Gymnasium, 1973–1975) und nach dem 2. Staatsexamen in Ebern (Gesamtschule, später Friedrich-Rückert-Gymnasium, 1975–1981) und anschließend als Oberstudienrat am E.T.A. Hoffmann-Gymnasium in Bamberg (1981–1983).
Er wurde als Schüler von Helmut Jäger 1980 mit einer Arbeit zur Agrarlandschaft im römischen Deutschland der Kaiserzeit (1.–4. Jh. n. Chr.) an der Universität Würzburg zum Dr. rer. nat. promoviert. 1983 übernahm er eine Stelle für Geographiedidaktik an der Universität Passau; dort wurde er 1989 zum Studiendirektor ernannt. 1993 folgte, angeregt durch Klaus Rother, die Habilitation mit einer Arbeit zur Entwicklung der ländlichen Siedlungen im südlichen Bayerischen Wald an der Universität Passau und der Ernennung zum Dr. phil. habil. sowie zum Privatdozenten. 1994 wurde er nach Rufen der Universitäten Augsburg und Gießen an der Universität Gießen zum C4-Professor für Geographiedidaktik ernannt. Ende 2013 trat er in den Ruhestand.
Haversath ist seit 1971 verheiratet und hat drei Kinder.

## Wirken
Haversath ist Geographiedidaktiker und Humangeograph. Fachdidaktisch und fachwissenschaftlich beschäftigt er sich mit den Gebieten Ost- und Südosteuropas. Forschungsschwerpunkte sind die Analyse der gegenwärtigen Transformationsprozesse, vor allem in Griechenland, Rumänien und Moldawien, sowie die Disziplingeschichte des Geographieunterrichts, die Reiseerziehung und die internationale Schulbuchforschung. Für Studierende der Geographie und für etliche Geographische Gesellschaften leitete er zahlreiche Exkursionen, hauptsächlich in die Länder Südosteuropas.
Er war von 1998 bis 2005 Mitherausgeber der Zeitschrift „geographie heute“ und gab von 2006 bis Ende 2013 die Zeitschrift Geographie und ihre Didaktik heraus. Von 2007 bis Ende 2018 war er Mitglied im wissenschaftlichen Beirat dieser Zeitschrift, die seit dem Jahrgang 2014 den Namen Zeitschrift für Geographiedidaktik/Journal of Geography Education trägt. Seine Schülerinnen Carina Peter und Sandra Sprenger erhielten eine geographiedidaktische Professur in Marburg bzw. Hamburg.
Haversath war von 1996 bis 2012 als Erster und Zweiter Vorsitzender im Vorstand des Verbands Deutscher Schulgeographen, Landesverband Hessen, er war im Vorstand des Hochschulverbands „Geographie und ihre Didaktik“ (1998 bis 2006) sowie von 2001 bis 2005 im Präsidium der Deutschen Gesellschaft für Geographie. Er ist Gründungsmitglied der Gießener Geographischen Gesellschaft und war von 2008 bis 2013 ihr Zweiter Vorsitzender. Seit 2008 ist er Mitglied im Beirat des Georg-Eckert-Instituts für Internationale Schulbuchforschung in Braunschweig. Seit 2018 ist er Beirat des Forum Cella Principum e. V. (Fürstenzell), seit 2021 Mitglied des Vorstands.
Er erhielt den Kulturpreis 2023 des Landkreises Passau für seine wissenschaftlichen Arbeiten zum Bayerischen Wald und zum Niederbayerischen Hügelland.

## Schriften (Auswahl)
- Multikulturelles Rumänien - Besser doppelt hinschauen! https://wildeast.blog/multikulturelles-rumaenien/ Posted am 6. März 2023.
- Moldawien – Geschichte eines oft vergessenen Landes. https://wildeast.blog/moldawien-geschichte-eines-oft-vergessenen-landes/. Posted am 6. November 2022, ergänzt und aktualisiert am 4. Dezember 2024. Auch auf Englisch: https://wildeast.blog/en/moldova-history-of-an-often-forgotten-country/
- Der Bayerische Wald. Zwischen Traum und Trauma. – Gastartikel im Blog Bürgerleben (von Grete Otto, veröffentlicht am 29. April 2022) online.
- Wer hat die Deutungshoheit in Sachen Natur? Nationalpark Bayerischer Wald. HDBG (Haus der bayerischen Geschichte)-Magazin Nr. 7, Regensburg 2021, S. 40–43.
- Kleine Geschichte des Bayerischen Waldes. Mensch – Raum – Zeit. Regensburg 2015. (3. Aufl. 2020)
- 50 Jahre nach Kiel '69. Schulgeographie und Geographiedidaktik im "Sturm der Zeiten".  Zeitschrift für Geographiedidaktik, Band 48, Nr. 2. Berlin 2020, S. 71–82, doi:10.18452/21985.
- Osmanisches Erbe, griechische Geschichte, aktuelle Probleme. Ethnische und religiöse Vielfalt in Nordgriechenland. In: Thede Kahl, Cay Lienau (Hrsg.): Christen und Muslime. Interethnische Koexistenz in südosteuropäischen Peripheriegebieten. (= Religions- und Kulturgeschichte in Ostmittel- und Südosteuropa, Band 11) Lit-Verlag, Wien und Münster 2009, S. 141–154.
- Arbeits- und Übungsbuch Geographie – Lernen mit Karten: Deutschland. Seelze 2006.
- "Ende des Transfers - Alles aussteigen!" Zeitschrift für Geographiedidaktik, Band 34, Heft 2. Berlin 2006, S. 49–62, doi:10.60511/zgd.v34i2.237.
- Griechenland. Raum-zeitlicher Wandel im Süden der Balkanhalbinsel (= Perthes Länderprofile.). Perthes, Gotha und Stuttgart 2004.
- Zwischen Skylla und Charybdis: Probleme der Staatenbildung und Raumentwicklung in Nordgriechenland. In: Toni Breuer (Hrsg.): Geographische Forschung im Mittelmeerraum und in der Neuen Welt. Passauer Schriften zur Geographie, Heft 15, Passau 1997, S. 63–74.
- Deutschland – Der Norden (= Das Geographische Seminar.). Braunschweig 1997.
- Die Entwicklung der ländlichen Siedlungen im südlichen Bayerischen Wald. (= Passauer Schriften zur Geographie, Heft 14) Passau 1994.
- Hoch- und spätmittelalterliche Siedlungsräume im südlichen Bayerischen Wald. Erdkunde 45, Nr. 3. Bonn 1991, S. 181–191. doi:10.3112/erdkunde.1991.03.04.
- mit Dieter Böhn: Zum systematischen Aufbau topographischen Wissens. Der Beitrag der Fachdidaktik Geographie zum Erlernen räumlicher Orientierungspunkte und Strukturen. Zeitschrift für Geographiedidaktik, Band 22, Heft 1. Berlin 1994, S. 1–20. doi:10.60511/zgd.v22i1.357.
- Mühlen in der Fränkischen Schweiz.(= Die Fränkische Schweiz – Landschaft und Kultur, Band 4) Erlangen 1987.
- mit Ernst Struck: Passau und das Land der Abtei in historischen Karten und Plänen. (= Passauer Schriften zur Geographie, Heft 3) Passau 1986.

## Herausgeberschaften
- mit Walther H. Berchtold und Georg A. Thuringer: Kreuz und quer. Fürstenzell: Gemeinde - Kloster - Kultur. Tiefenbach 2025.
- mit Helmut Bender und Alexander Niederfeilner: Archäologische, geographische und historische Untersuchungen auf der Einöde Gietzering im Inn-Isar-Hügelland (= Straubinger Untersuchungen zur Archäologie. Band 1). Rahden (Westf.) 2024, ISBN 978-3-86757-170-8.
- mit Walter H. Berchtold und Georg A. Thuringer: Kloster Fürstenzell. Glanz und Gloria? Tiefenbach 2023, ISBN 978-3-00-073898-2.
- mit Ambros Brucker und Andreas Schöps: Geographie-Unterricht. 102 Stichworte. Baltmannsweiler 2018.
- mit Alois Kapsner und Walter Berchtold: Fürstenzell: Kultur, Mensch, Natur. Vom Klosterdorf zur Marktgemeinde. Salzweg 2017, ISBN 978-3-939723-59-2.
- Geographiedidaktik. Theorie – Themen – Forschung. Braunschweig 2012.
- Rumänien und Moldawien. Transformation, Globalisierung, Fragmentierung (= Gießener Geographische Manuskripte. Band 3). Gießen 2011. http://geb.uni-giessen.de/geb/volltexte/2011/8159/pdf/RumaenienMoldawien_2011.pdf
- Zwischen Ostsee und Schwarzem Meer. (= Geographie heute, 30. Jahrgang. Heft 275). Seelze 2009.
- Arabische Welten. Zur Differenzierung einer Großregion (= Geographie heute, 26. Jahrgang. Heft 227). Seelze 2005.
- Griechenland 2004. Geographische Rundschau, Jahrgang 56, Heft 7–8. Braunschweig 2004.
- Balkan. (= Geographie heute, 24. Jahrgang. Heft 216) Seelze 2003.
- Jugendliche in Deutschland (= Geographie heute, 23. Jahrgang. Heft 206). Seelze 2002.